# Санта-Барбара (муниципалитет Чиуауа)
Санта-Ба́рбара (исп. Santa Bárbara) — муниципалитет в Мексике, штат Чиуауа с административным центром в одноимённом городе. Численность населения, по данным переписи 2010 года, составила 10 427 человек.

## Общие сведения
Название Santa Bárbara дано в честь покровительницы Святой Варвары.
Площадь муниципалитета равна 346 км², что составляет 0,14 % от общей площади штата, а наивысшая точка — 2117 метров, расположена в поселении Эль-Серручо-Адхунтос.
Он граничит с другими муниципалитетами штата Чиуауа: на севере с Идальго-дель-Парралем, на востоке с Матаморосом, и на западе с Сан-Франсиско-дель-Оро, а на юге с другим штатом Мексики — Дуранго.

## Учреждение и состав
Муниципалитет был образован в 1820 году, в его состав входит 48 населённых пунктов, самые крупные из которых:
| Код INEGI | Населённый пункт                                                                             | Численность населения (2005 год) | Численность населения (2010 год) |
| --------- | -------------------------------------------------------------------------------------------- | -------------------------------- | -------------------------------- |
| 060       | Всего                                                                                        | 10120                            | 10427                            |
| 0001      | Санта-Барбара (исп. Santa Bárbara) 26°48′08″ с. ш. 105°49′13″ з. д.                          | 8673                             | 8765                             |
| 0029      | Пунто-Алегре (исп. Punto Alegre) 26°53′39″ с. ш. 105°45′45″ з. д.                            | 374                              | 440                              |
| 0014      | Корраль-де-Пьедрас (исп. Corral de Piedras (Cenzontle)) 26°53′34″ с. ш. 105°45′12″ з. д.     | 334                              | 406                              |
| 0036      | Сан-Педро (Сан-Рафаэль) (исп. San Pedro (Ejido San Rafael)) 26°54′57″ с. ш. 105°46′27″ з. д. | 188                              | 165                              |
| 0012      | Каса-Колорада (исп. Casa Colorada (Francisco I. Madero)) 26°51′28″ с. ш. 105°45′46″ з. д.    | 77                               | 70                               |
| 0006      | Эль-Аламито (исп. El Alamito (Los Tubos)) 26°53′37″ с. ш. 105°46′07″ з. д.                   | 60                               | 70                               |

## Экономика
По статистическим данным 2000 года, работоспособное население занято по секторам экономики в следующих пропорциях: сельское хозяйство, скотоводство и рыбная ловля — 6,7 %, промышленность и строительство — 44,6 %, сфера обслуживания и туризма — 45,6 %, прочее — 3,1 %.

## Инфраструктура
По статистическим данным 2010 года, инфраструктура развита следующим образом:
- электрификация: 99,1 %;
- водоснабжение: 96,4 %;
- водоотведение: 94,7 %.

## Фотографии

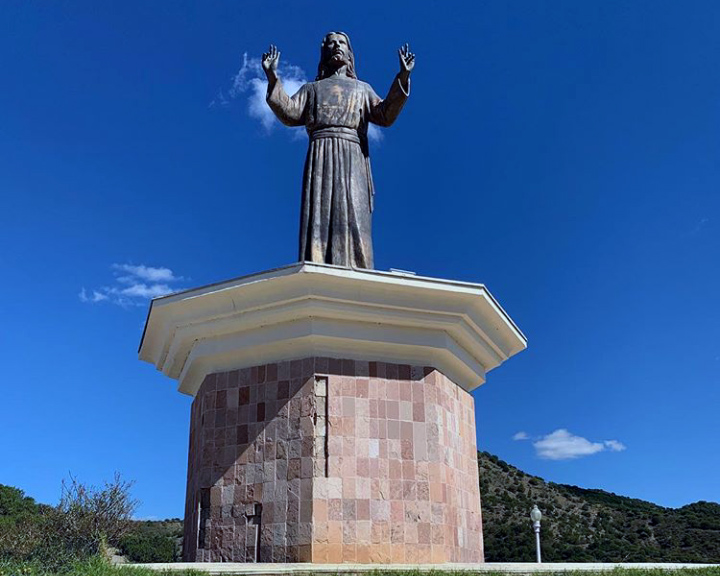
Статуя Христа
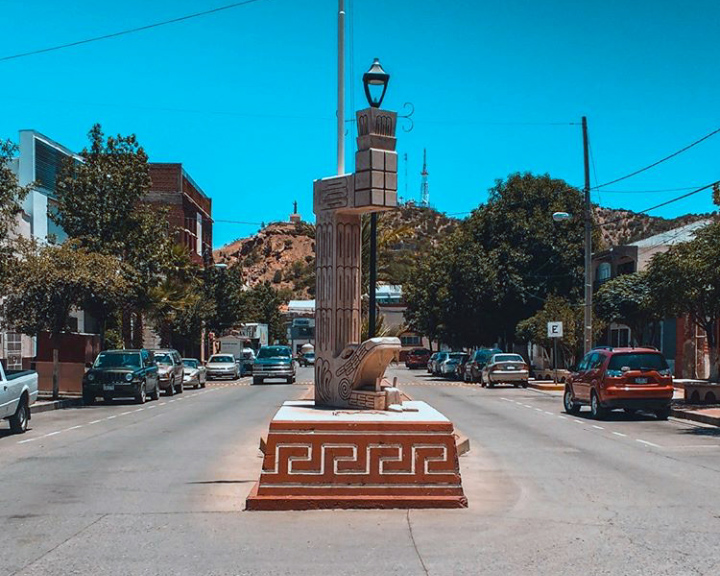
Одна из улиц Санта-Барбары